# Varbovo (Chaskovo)
Varbovo (Bulgaars: Върбово) is een dorp in het zuiden van Bulgarije. Het dorp is gelegen in de gemeente Charmanli, oblast Chaskovo. Het dorp ligt hemelsbreed op 31 km van de stad Chaskovo en 232 kilometer ten zuidoosten van Sofia.

## Bevolking
|  |

Het dorp telde in 2019 zo'n 373 inwoners, een daling vergeleken met het maximum van 979 inwoners in 1956.
De grootste bevolkingsgroep in het dorp Varbovo vormden de Bulgaarse Turken. In februari 2011 identificeerden 239 personen zichzelf als Bulgaarse Turken, oftewel 55% van alle definieerbare respondenten.De grootste minderheden vormden de etnische Bulgaren (170 personen; 39%) en de Roma (21 personen; 5%).
| Etnische samenstelling | Etnische samenstelling | Etnische samenstelling | Etnische samenstelling | Etnische samenstelling |
| ---------------------- | ---------------------- | ---------------------- | ---------------------- | ---------------------- |
|                        |                        |                        |                        |                        |
| Bulgaren               | Bulgaren               |                        | 39,2%                  | 39,2%                  |
| Turken                 | Turken                 |                        | 55,1%                  | 55,1%                  |
| Roma                   | Roma                   |                        | 4,8%                   | 4,8%                   |
| Anders/Onbekend        | Anders/Onbekend        |                        | 0,9%                   | 0,9%                   |